# Saint-Denis-Lanneray
Saint-Denis-Lanneray es una comuna nueva francesa situada en el departamento de Eure y Loir, de la región de Centro-Valle del Loira.

## Historia
Fue creada el 1 de enero de 2019, en aplicación de una resolución del prefecto de Eure y Loir de 31 de julio de 2018 con la unión de las comunas de Lanneray y Saint-Denis-les-Ponts, pasando a estar el ayuntamiento en la antigua comuna de Saint-Denis-les-Ponts.

## Demografía
Según los datos aportados en la resolución del prefecto de Eure y Loir, la comuna se crea con 2330 habitantes.

## Composición
| Comuna fusionada      | Código INSEE | Población (2016) | Superficie (km²) | Densidad (hab./km²) |
| --------------------- | ------------ | ---------------- | ---------------- | ------------------- |
| Lanneray              | 28205        | 569              | 26.63            | 21                  |
| Saint-Denis-les-Ponts | 28334        | 1695             | 13.8             | 123                 |